# Horston Castle

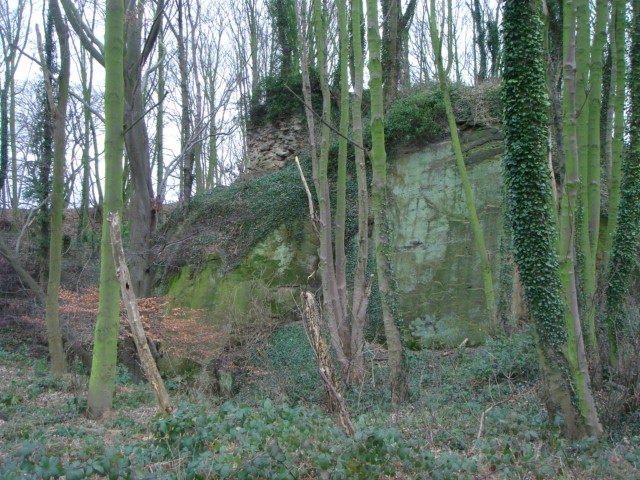
Ruine von Horston Castle

Horston Castle, oder Horeston Castle, ist eine Burgruine etwa 1,6 km südlich des Dorfes Horsley, das seinerseits etwa 8 km nördlich der Stadt Derby, der Hauptstadt der englischen Grafschaft Derbyshire, liegt. Die Ruine gilt als Scheduled Monument und ist seit 2008 im ‘’Heritage-at-Risk’’-Register enthalten.
Es handelt sich um eine normannische Motte, die Ralph de Buron im 11. Jahrhundert bauen ließ. Im 13. Jahrhundert ließ König Johann Ohneland an ihrer Stelle eine steinerne Burg errichten, die einen Donjon, eine Kapelle, ein Torhaus und eine Barbakane besaß. 1514 gab König Heinrich VIII. sie dem Duke of Norfolk als Belohnung für seine Verdienste im Kampf gegen die Schotten zu Lehen. Später kam sie in den Besitz der Familie Stanhope.
Heute ist die Burg eine Ruine, die durch die Hinfortnahme von Bausteinen in großem Umfang stark beschädigt wurde. Überreste des Donjons sind noch sichtbar, aber größtenteils von Pflanzen überwuchert.